# NGC 7032
NGC 7032 est une galaxie spirale située dans la constellation du Paon. Sa vitesse par rapport au fond diffus cosmologique est de 3 182 ± 45 km/s, ce qui correspond à une distance de Hubble de 46,9 ± 3,4 Mpc (∼153 millions d'al). NGC 7032 a été découverte par l'astronome britannique John Herschel en 1835.
La classe de luminosité de NGC 7032 est III.